# Zomilla Hegyi
Zomilla Hegyi, född den 31 augusti 1989 i Budapest, Ungern, är en ungersk kanotist.
Hon tog bland annat VM-silver i K-1 4 x 200 meter i samband med sprintvärldsmästerskapen i kanotsport 2010 i Poznań.